# Ribble Valley
Ribble Valley este un district ne-metropolitan din Regatul Unit, situat în comitatul Lancashire din regiunea North West, Anglia. 

## Orașe în cadrul districtului
- Clitheroe
- Longridge

1. 1 2   http://data.ordnancesurvey.co.uk/doc/7000000000004713 Lipsește sau este vid: |title= (ajutor)
2. ↑   https://ons.maps.arcgis.com/home/item.html?id=a79de233ad254a6d9f76298e666abb2b Lipsește sau este vid: |title= (ajutor)